# 1330
| 1330               |
| ------------------ |
| Dødsfald - Fødsler |
|                    |

| Gregoriansk kalender | 1330 MCCCXXX            |
| Ab urbe condita      | 2083                    |
| Armensk kalender     | 779 ԹՎ ՉՀԹ              |
| Kinesiske kalender   | 4026 – 4027 己巳 – 庚午 |
| Etiopisk kalender    | 1322 – 1323             |
| Jødisk kalender      | 5090 – 5091             |
| Hindukalendere       |                         |
| - Vikram Samvat      | 1385 – 1386             |
| - Shaka Samvat       | 1252 – 1253             |
| - Kali Yuga          | 4431 – 4432             |
| Iransk kalender      | 708 – 709               |
| Islamisk kalender    | 730 – 731               |

Konge i Danmark: Christoffer 2. 1329-1332

## Begivenheder
- Aarhus Domkirke brænder, hvor tagkonstruktionen bliver ødelagt, kirkens hovedtræk er dog urørt indtil ca. 1420.

## Dødsfald
- 26. juli - Eufemia af Pommern, dansk dronning gift med Christoffer 2. (født ca. 1285).